# گورستان کول نوده
قبرستان کول نوده مربوط به عصر آهن دو است و در شهرستان رودبار، بخش عمارلو، روستای نورده فاراب واقع شده و این اثر در تاریخ ۱۹ مرداد ۱۳۸۴ با شمارهٔ ثبت ۱۲۸۲۵ به‌عنوان یکی از آثار ملی ایران به ثبت رسیده است.